# 费龙
费龙（法語：Féron，法語發音：[feʁɔ̃]）是法国上法兰西大区北部省的一个市镇，位于该省东部，属于埃尔普河畔阿韦讷区。

## 地理
费龙（50°2'45"N, 4°1'28"E）面积13.39 平方千米，位于法国上法蘭西大區北部省，该省份为法国最北部的省份及最长的省份，西北濒北海，西接加来海峡省，南至埃纳省和索姆省，东与比利时接壤。
与费龙接壤的市镇（或旧市镇、城区）包括：罗基尼、维涅伊、埃特兰、富尔米、格拉容、兰萨尔、桑迪诺尔。

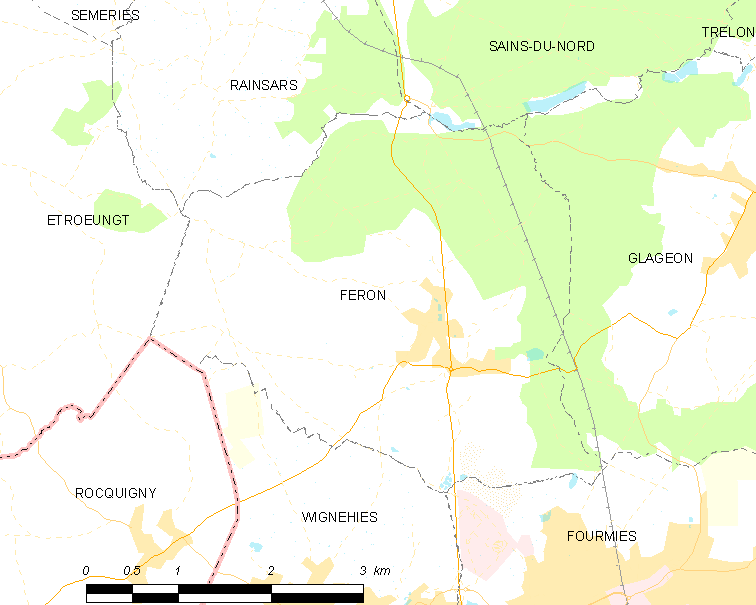
费龙的OSM定位图

费龙的时区为UTC+01:00、UTC+02:00（夏令时）。

## 行政
费龙的邮政编码为59610，INSEE市镇编码为59229。

## 政治
费龙所属的省级选区为富尔米县。

## 人口

1962-2008年间费龙人口变化图示

费龙于2022年1月1日时的人口数量为509人。